# Mycalesis zonatus
Mycalesis zonatus är en fjärilsart som beskrevs av Matsumura 1909. Mycalesis zonatus ingår i släktet Mycalesis och familjen praktfjärilar. Inga underarter finns listade i Catalogue of Life.